# لک‌لک شکافته‌نوک
لک‌لک شکافته‌نوک یا شکافته‌نوک (نام علمی: Anastomus) نام یک سرده از تیرهٔ لک‌لکان است.

## گونه‌ها
- لک‌لک شکاف‌نوک آسیایی (A. oscitans)
- لک‌لک شکاف‌نوک آفریقایی (A. lamelligerus,)